# 소비에트-리투아니아 불가침 조약
소련-리투아니아 불가침 조약(리투아니아어: Lietuvos–SSRS nepuolimo sutartis, 영어: Soviet–Lithuanian Non-Aggression Pact)은 1926년 9월 28일 소련과 리투아니아 사이에 체결된 불가침 조약이다. 이 조약은 1920년 소비에트-리투아니아 평화 조약의 모든 기본 조항을 확인했다. 소련은 1920년 젤리고프스키 반란 이후 해당 영토가 폴란드 지배하에 있었음에도 불구하고 빌뉴스와 빌뉴스 지역을 리투아니아령으로 계속 인정했다. 또한 클라이페다 지역에 대한 리투아니아의 이해관계를 인정했다. 그 대가로 리투아니아는 소련에 대한 어떠한 동맹에도 가입하지 않기로 동의했으며, 이는 소련이 국제연맹 회원이 아니었던 당시로서는 국제적 고립을 의미했다. 비준은 1926년 11월 9일 카우나스에서 교환되었으며, 조약은 같은 날 발효되었다. 이 조약은 1927년 3월 4일 국제연맹 조약집에 등록되었다.
이 조약은 로카르노 조약 이후 외교 정책에서 새로운 방향을 모색하던 리투아니아인들에 의해 시작되었다. 협상은 1925년 12월 25일 외무인민위원 게오르기 치체린이 모스크바로 가는 길에 카우나스에 들르면서 시작되었다. 라트비아와 에스토니아가 발트 협상 창설을 막는다는 이유로 조약을 반대했고, 폴란드는 이 협정이 리가 평화 조약을 위반한다고 주장했으며, 독일은 클라이페다 지역에 대한 리투아니아의 주장이 강화되는 것을 경계했기 때문에 협상은 어려웠다.
이 조약은 리투아니아에서 논란이 많았으며, 1926년 11월 5일 제3대 세이마스의 비준은 리투아니아의 "볼셰비키화"에 반대하는 학생 시위를 촉발했다. 시위 중 하나가 무력으로 해산되면서, 이는 1926년 12월 군사 쿠데타의 한 가지 원인으로 지목되기도 한다. 그러나 외교관들은 빌뉴스 지역을 둘러싼 분쟁을 유럽 정치에서 계속 중요하게 유지하는 것이 비용을 감수할 가치가 있다고 믿었다. 원래 조약은 5년 후에 만료될 예정이었으나, 1931년 5월 6일 5년 더 연장되었다. 1934년 4월 4일에는 1944년 12월 31일까지 추가로 연장되었다. 1933년 7월 5일에는 "침략"을 정의하는 별도의 협약이 체결되었다. 이 조약은 1940년 6월 15일 소련의 리투아니아 점령으로 파기되었다.